# بريستول فينيكس

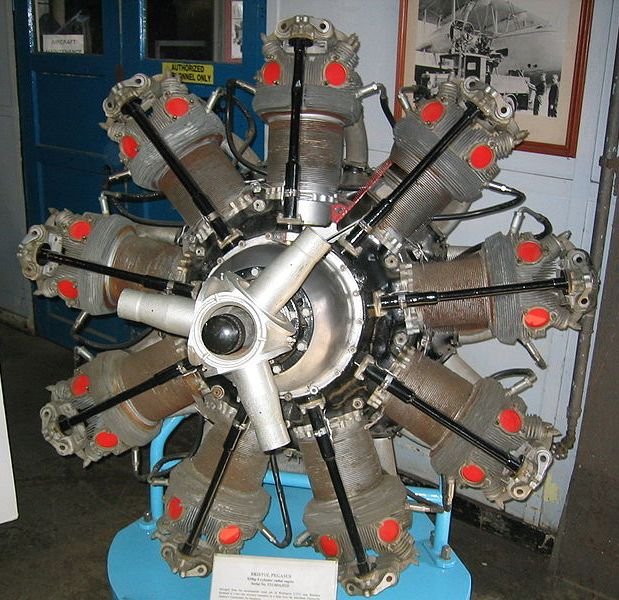
محرك بريستول بيجاسوس

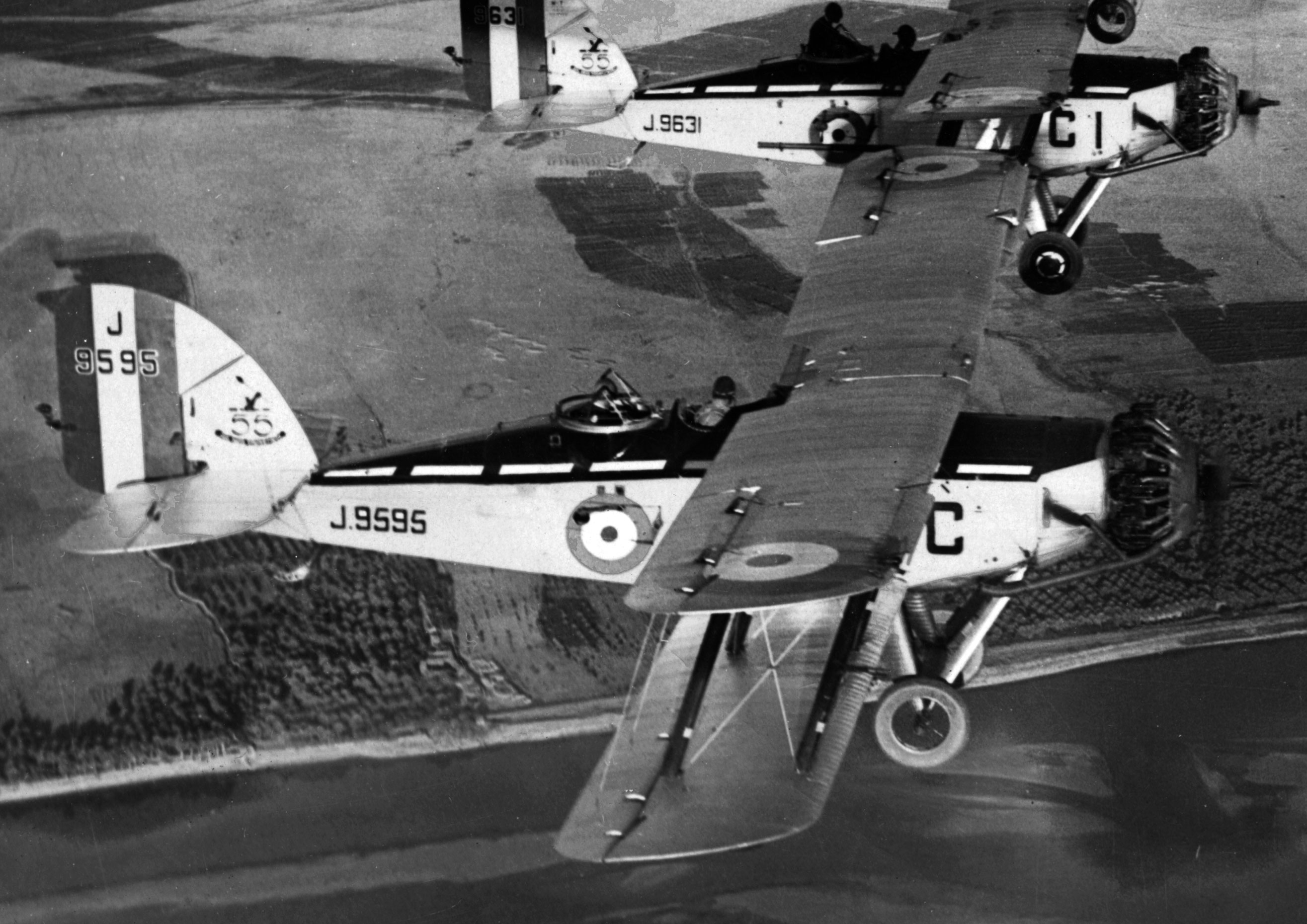
طائرة ويستلاند وابتي

كان محرك فينيكس نسخة تجريبية من محرك شركة طائرات بريستول، بيجاسوس الذي تم تهيئته للعمل على دورة ديزل. صًنعت فقط أعداد قليلة من المحرك في الفترة ما بين 1928 و 1932، و برغم ذلك تم تركيب بعض النماذج في طائرة ويستلاند وابتي، و التي نحجت في الحفاظ على الرقم القياسي للارتفاع عند 27453 قدم (8368 متر) للطائرات التي تعمل بالديزل، و كان ذلك من مايو 1934 حتى الحرب العالمية الثانية.
كانت الميزة الرئيسية لمحرك فينيكس هي أفضل كفاءة وقود أثناء الطيران، بما يزيد عن 35%.

## الأنواع
- فينيكس1: نسخة تعمل بالديزل من المحرك بيجاسوس أي إف، البالغة قدرته 380 حصان.
- فينيكس 2 إم: نسخة متوسطة الحجم تعمل بالديزل من محرك بيجاسوس أي إم البالغة قدرته 470 حصان، و مزودة بشاحن توربيني.

## التطبيقات
- طائرة ويستلاند وابتي

## المواصفات (فينيكس 1)

### مواصفات عامة
- النوع: محرك طائرة شعاعي، يعمل بالديزل و مكون من 9 أسطوانات و يبرد بالهواء.
- قطر أسطوانة المحرك: 5.75بوصة (146 مم).
- مشوار المكبس:7.5بوصة (190 مم).
- سعة المحرك: 1753 بوصة مكعب (28.7 لتر).
- الطول:43.75 بوصة (1111 مم).
- القطر: 55.25 بوصة (1403 مم).
- الوزن: 1067 باوند (484 كجم).

### المكونات
- الصمامات: صمام علوي، صمامين للسحب و صمامين للطرد لكل أسطوانة، تعمل بواسطة أعمدة دفع (بالإنجليزية: Pushrods actuated)‏
- نوع الوقود: ديزل.
- نظام التبريد: تبريد بالهواء.

### الأداء
- القدرة الناتجة: 380 حصان (283 كيلو وات) عند سرعة2000 دورة/دقيقة عند مستوى سطح البحر.
- القدرة النوعية: 0.22 حصان/بوصة مكعب (9.9 كيلو وات/لتر).
- نسبة الانضغاط: 1:14
- نسبة القدرة إلى الوزن:0.36 حصان (وحدة قدرة)/باوند (0.6 كيلو وات/كجم).

## مزيد من القراءة
- Gunston, Bill. World Encyclopedia of Aero Engines. Cambridge, England. Patrick Stephens Limited, 1989. ISBN 1-85260-163-9
- Lumsden, Alec. British Piston Engines and their Aircraft. Marlborough, Wiltshire: Airlife Publishing, 2003. ISBN 1-85310-294-6.

## وصلات خارجية
- بريستول فينيكس و ويستلاند وابتي - رحلة طيران، ةمايو 1934